# Guerres moldo-ottomanes
Les guerres moldo-ottomanes sont une série de conflits armés engageant la principauté de Moldavie contre l’Empire ottoman, entre 1420 et 1848, qui n'ont pas empêché, entre chaque guerre, des relations commerciales et même de subordination, puisqu’entre 1451 et 1457, puis de 1538 à 1859, la Moldavie a été tributaire de l'Empire ottoman, sans toutefois devenir une province de celui-ci, contrairement à ce que montrent de nombreuses cartes erronées.

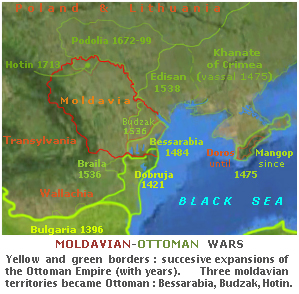
En vert : expansion de l'Empire ottoman dans la région environnant la Moldavie. En rouge : la principauté de Moldavie.

## Début des conflits
C’est en 1421 que les Ottomans, s’étant emparés de la Dobrogée, entrent en contact avec la Moldavie aux bouches du Danube pendant le règne de Alexandre Ier de Moldavie. Ils tentent alors de s'emparer du port moldave de Chilia, qui résiste. Durant cette période, la Moldavie devait défendre son indépendance sur deux fronts : en 1439, Sigismond de Hongrie envisage avec Ladislas II Jagellon de Pologne la division de la Moldavie entre leurs deux pays (ce que beaucoup de cartes occidentales et russes montrent comme un fait accompli, alors que ce projet n’a jamais été réalisé ; d’autres cartes tout aussi fausses montrent une Moldavie divisée entre la Pologne et le grand-duché de Lituanie, alors que la Moldavie – entière – a seulement été vassale de la Pologne – entre autres – de 1387 à 1497). En réalité, la Moldavie a réussi à sauvegarder son indépendance en jouant sur l’équilibre des forces entre le royaume polono-lituanien au nord et l’empire ottoman au sud, ainsi que sur le besoin de ces deux puissances d’avoir entre elles un « État tampon » par lequel transitait leur commerce (fourrures, bois, ambre du nord contre soieries, métaux et pierres précieuses, épices et miel du sud).

## Multiplication des conflits
En 1444, des troupes moldaves se joignent à celles de la Hongrie, de la Pologne, de la Valachie, et de la Transylvanie, commandées par Ladislas III Jagellon, pour participer à la croisade de Varna, qui finit en désastre. Entre 1451 et 1457 sous Petru Aron, la Moldavie, en proie à des conflits dynastiques internes, connait plusieurs défaites et doit payer à la Sublime Porte un tribut annuel de 2 000 pièces d’or pour sauvegarder son autonomie. En revanche, après 1470, pendant le long règne d’Étienne III le Grand qui dura plus de 50 ans, les confrontations avec les Ottomans tournent à l’avantage de la Moldavie, malgré la perte de la principauté grecque de Doros (Mangop) alliée à la Moldavie. Les plus notables faits d’armes sont la bataille de Vaslui où les Ottomans sont battus sévèrement, et la bataille de Valea Albă où Mehmed II, pourtant initialement victorieux, est forcé à se retirer.
Il y a néanmoins aussi des victoires turques : en 1484, les Ottomans réussissent à s’emparer de Chilia et de Cetatea Albă, et annexent le littoral moldave, alors appelé Bessarabie, que les turcs agrandiront et nommeront Boudjak en 1536-38 (bien plus tard, en 1812, le nom de Bessarabie sera étendu à toute la partie orientale de la Moldavie à l'occasion de son annexion par la Russie). Après 1538, la Moldavie se retrouve de plus en plus isolée et doit payer tribut à la « Sublime Porte » ottomane, qui étend le Boudjak jusqu'à Tighina.

## Vassalité et guerres nord-sud
Bien que tributaire de l'Empire ottoman, la Moldavie, tentant de desserrer l'étau des Ottomans, prend les armes contre eux à plusieurs reprises, le plus souvent lors de conflits entre la « Sublime Porte » contre la Pologne ou la Hongrie (et plus tard contre l'Autriche et la Russie). Les principales guerres eurent lieu en 1599 sous Michel de Valachie et au XVIIIe siècle sous Dimitrie Cantemir. En 1713-1714 les ottomans réagissent en annexant la citadelle de Hotin au nord de la Moldavie et en imposant sur le trône non plus des boyards moldaves, mais des princes phanariotes, grecs de Constantinople, réputés plus dociles. À partir du XVIIIe siècle et au XIXe siècle, la longue série de guerres russo-turques se déroule aussi (et parfois surtout) en Moldavie, qui, durant cette période, s'affaiblit considérablement et perd 56 % de son territoire: en 1775 la Bucovine au profit de l'Autriche et en 1812 sa moitié orientale, alors appelée Bessarabie, au profit de l'Empire russe.

## Vers l'émancipation
Bien que réduite à 44 % de son territoire (l'actuelle Moldavie roumaine moins la Bucovine du Sud), la Moldavie se révolte encore à deux reprises contre l'Empire ottoman, lors des révolutions de 1821 et de 1848. Elle ne sera l'alliée de son suzerain, le sultan ottoman, que lors de la guerre de Crimée en 1856, aux côtés des Franco-Britanniques contre la Russie, dans l'espoir de recouvrer la Bessarabie (elle n'en recouvrera qu'une petite portion le long du Danube et de la mer Noire, et seulement pour 22 ans).
La Moldavie ne s'émancipera pas seule de l'Empire ottoman. En élisant le hospodar moldave Alexandre Ioan Cuza, les assemblées des deux principautés de Moldavie et de Valachie proclament, en 1859, la naissance du royaume de Roumanie par l'union des deux principautés. C'est la Roumanie qui s'émancipera en 1878 (lors d'une nouvelle guerre russo-turque, faite cette fois aux côtés de la Russie) en devenant indépendante, mais pour que la Moldavie retrouve son territoire initial (au sein de la Roumanie, et pour 22 ans seulement) il lui faudra attendre la victoire roumaine de 1918 aux côtés de l'Entente franco-britannique.